# (467061) 2016 DJ13
(467061) 2016 DJ13 es un asteroide perteneciente al cinturón de asteroides, descubierto el 15 de enero de 2005 por el equipo Spacewatch desde el Observatorio Nacional de Kitt Peak (Arizona, Estados Unidos).